# Homaloserica fessa
Homaloserica fessa är en skalbaggsart som beskrevs av Brenske 1901. Homaloserica fessa ingår i släktet Homaloserica och familjen Melolonthidae. Inga underarter finns listade i Catalogue of Life.